# Jack Lisowski
Jack Lisowski (* 25. Juni 1991 in Cheltenham) ist ein englischer Snookerspieler, der seit 2010 auf der World Snooker Tour spielt. Zuvor hatte er eine erfolgreiche Amateurlaufbahn durchlaufen und diese mit dem Gewinn der English Amateur Championship 2010 abgeschlossen. Nach 2010 stieg Lisowski sukzessive in die Weltspitze auf. Bis Mitte Februar 2021 konnte er bei bislang fehlenden Turniersiegen das Endspiel von neun professionellen Turnieren erreichen, darunter sechs Ranglistenturniere. Infolgedessen erreichte er bereits Rang 10 der Snookerweltrangliste.

## Karriere

### Amateurkarriere
Bereits im 2006 erreichte Lisowski das Viertelfinale der U19-Europameisterschaft. Im selben Jahr nahm er mit geringem Erfolg auch an der English Amateur Championship und an deren U15-Pendant teil. Ebenso trat Lisowski 2006 auf der Pontins Pro-Am in Erscheinung. Dort konnte er erst 2007 Erfolge erzielen, als er das Viertelfinale des Grand Final erreichte. Im selben Jahr unterlag Lisowski Mitchell Mann im Finale des Junior Pot Black. Ab 2007 nahm Lisowski auch an der Pontin’s International Open Series teil, wobei er erst 2009 mit einer Finalteilnahme bei einem Event einen Erfolg erzielte. Trotzdem reichte es in diesem Jahr nicht für eine Platzierung in den Qualifikationsrängen der Abschlussrangliste. Ebenfalls 2009 durfte Lisowski für ein Jahr in der einflussreichen World Snooker Academy trainieren, nachdem er ein entsprechendes Stipendium erlangt hatte. Zwischenzeitlich war Lisowski an einem Hodgkin-Lymphom erkrankt, das er 2009 nach mehreren Chemotherapien besiegen konnte.
Noch 2009 zog Lisowski ins Halbfinale der U19-Europameisterschaft sowie in das der Qualifikation für die English Amateur Championship ein. Zudem spielte er auch während der Saison 2009/10 auf der PIOS. Diesmal konnte er zwei Turniere gewinnen, stand bei zwei weiteren im Halbfinale und bei einem weiteren im Viertelfinale. Am Ende belegte er den ersten Platz der Abschlussrangliste, wodurch er sich für die Snooker Main Tour qualifizierte. Mit einem Finalsieg über Leo Fernandez bei der English Amateur Championship unterstrich er wenig später seine sportliche Qualifikation.

### Profikarriere
Lisowskis erste Profisaison verlief für den jungen Engländer durchaus gut, teilweise sogar sehr gut. So zog er im Rahmen der Players Tour Championship nicht nur ins Viertelfinale des Paul Hunter Classics ein, sondern auch ins Endspiel des dritten PTC-Events, das er aber verlor. Am Ende der Saison wurde er zum „Rookie of the Year“ ernannt. Auf der Weltrangliste belegte er am Saisonende bereits Rang 52. In den folgenden Jahren konnte Lisowski dieses Niveau im Großen und Ganzen halten, was heißt, dass er bei mittelmäßigen Ergebnissen bei Weltranglistenturnieren vor allem bei Turnieren der Players Tour Championship Erfolg hatte. So erreichte er 2012 das Finale eines weiteren PTC-Events, verlor aber auch dieses. In der Qualifikation für die UK Championship 2012 gelang ihm sein bislang einziges Maximum Break auf der Main Tour. Später zog er unter anderem ins Viertelfinale der China Open 2013 und der Gibraltar Open 2017 ein. Auf der Weltrangliste schwankte er in dieser Zeit regelmäßig, Mitte 2017 war er auf Platz 54 platziert.
Während der Saison 2017/18 nahm Lisowski am Halbfinale des Shanghai Masters sowie sowohl bei den English Open als auch bei den China Open am Viertelfinale teil. Dadurch verbesserte er sich zum Saisonende auf Platz 26 der Weltrangliste. Die Anzahl dieser Teilnahmen an den finalen Runden von Turnieren konnte Lisowski in der Saison 2018/19 sogar weiter erhöhen. Dreimal, beim Riga Masters, bei der Championship League und bei den China Open, erreichte der Engländer auch das Endspiel, ohne aber eines dieser Finalspiele gewinnen zu können. Immerhin halfen sie ihm dabei, sich auf Platz 11 der Weltrangliste zu verbessern. Während der nächsten Saison erreichte Lisowski bei den Scottish Open ein weiteres Endspiel, doch auch dieses verlor er, diesmal gegen Mark Selby. Bis zum Saisonende verschlechterte er sich leicht auf Platz 14. In der Saison 2020/21 konnte Lisowski drei Endspiele erreichen: beim World Grand Prix, beim in England ausgetragenen German Masters und bei den ebenfalls in England ausgetragenen Gibraltar Open. Jedes Mal verpasste er seinen ersten Profititel durch eine Niederlage gegen Judd Trump. Zuvor hatte Lisowski beim Masters 2021 trotz gegebener sportlicher Qualifikation nach einem positiven Test auf SARS-CoV-2 pausieren müssen. Mit dem Saisonende konnte Lisowski seinen 14. Platz auf der Weltrangliste verteidigen. Zuvor hatte er nach seinem Achtelfinalaus bei der Weltmeisterschaft spontan ein paar Spiele späterer Runden für die BBC kommentiert.
Weitere Endspielteilnahmen gelangen Lisowski in der anschließenden Saison nicht. Mit Viertelfinalteilnahmen bei der UK Championship und der Snookerweltmeisterschaft zeigte er bei den wichtigen Turnieren trotzdem Präsenz. Bei den Welsh Open stand er sogar im Halbfinale, verlor aber knapp gegen Joe Perry, der einen Tag später überraschend das Turnier gewann. Auf der Weltrangliste rutschte Lisowski für einige Monate aus den Top 16 heraus auf Platz 17 ab, konnte aber zum Saisonende wieder auf Platz 10 aufsteigen. Auch in der Saison 2022/23 gelang Lisowski trotz konstant guter Leistungen erneut keine Finalteilnahme. Er erreichte bei fast allen wichtigen Turnieren mindestens das Achtelfinale, bei der UK Championship, dem Masters und den German Masters sogar jeweils das Halbfinale und bei der Championship League die Winner’s Group. Zu Saisonende fand er sich auf Platz 14 der Weltrangliste wieder. Über die nächsten beiden Spielzeiten mehrten sich bei Lisowski die frühen Niederlagen; nur vereinzelt gelang es ihm noch, in das Viertelfinale eines Turnieres einzuziehen. Eine Halbfinalteilnahme bei den Northern Ireland Open 2023 blieb zunächst sein bestes Ergebnis. Im Frühling 2025 verpasste er bei der Weltmeisterschaft zum ersten Mal seit 2017 die Qualifikation für die Hauptrunde. Noch während der Saison 2023/24 rutschte er aus den Top 16 der Weltrangliste heraus, blieb aber in deren Schlagweite. Doch mangels besserer Leistungen gelang ihm während der Saison 2024/25 nicht der Wiedereinzug.

## Erfolge
| Ausgang            | Jahr | Turnier                                              | Finalgegner       | Ergebnis       |
| ------------------ | ---- | ---------------------------------------------------- | ----------------- | -------------- |
| Amateurturniere    |      |                                                      |                   |                |
| Finalist           | 2007 | Junior Pot Black                                     | Mitchell Mann     | 23:76 (Punkte) |
| Finalist           | 2009 | Pontin’s International Open Series 2008/09 – Event 6 | Xiao Guodong      | 0:6            |
| Sieger             | 2009 | Pontin’s International Open Series 2009/10 – Event 1 | Liam Highfield    | 6:5            |
| Sieger             | 2009 | Pontin’s International Open Series 2009/10 – Event 8 | Justin Astley     | 6:1            |
| Sieger             | 2010 | English Amateur Championship – North                 | Stuart Carrington | 6:4            |
| Sieger             | 2010 | English Amateur Championship                         | Leo Fernandez     | 9:2            |
| Profiturniere      |      |                                                      |                   |                |
| Majorturniere      |      |                                                      |                   |                |
| Finalist           | 2018 | Riga Masters                                         | Neil Robertson    | 2:5            |
| Finalist           | 2019 | China Open                                           | Neil Robertson    | 4:11           |
| Finalist           | 2019 | Scottish Open                                        | Mark Selby        | 6:9            |
| Finalist           | 2020 | World Grand Prix                                     | Judd Trump        | 7:10           |
| Finalist           | 2021 | German Masters                                       | Judd Trump        | 2:9            |
| Finalist           | 2021 | Gibraltar Open                                       | Judd Trump        | 0:4            |
| Minorturniere      |      |                                                      |                   |                |
| Finalist           | 2010 | Players Tour Championship 2010/11 – Event 3          | Tom Ford          | 0:4            |
| Finalist           | 2012 | Players Tour Championship 2012/13 – Event 1          | Stephen Maguire   | 3:4            |
| Nonrankingturniere |      |                                                      |                   |                |
| Finalist           | 2019 | Championship League                                  | Martin Gould      | 1:3            |